# Quasi-Zenith Satellite System

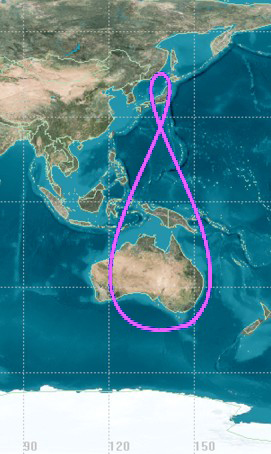
Trace au sol de l'orbite des satellites QZS.

Animation représentant la course des trois satellites QZSS lorsqu'ils seront déployés (2018).

Quasi-Zenith Satellite System (Système satellitaire quasi zénithal) ou QZSS surnommé également Michibiki est un système de positionnement par satellite  régional complémentaire du système GPS en cours de développement par l'agence spatiale japonaise JAXA. Le système QZSS repose sur l'utilisation du signal émis par trois satellites qui circulent sur une orbite survolant en permanence la région centrée sur le Japon. Les récepteurs GPS qui captent le signal de ces satellites peuvent bénéficier d'une précision accrue. Par ailleurs les pertes de signal sont réduites de manière significative dans les zones montagneuses et dans les zones urbaines (signal habituellement réverbéré ou bloqué par les immeubles). Les satellites sont placés sur une orbite géosynchrone elliptique qui leur permet d'être visible depuis le Japon sous une élévation importante sur une partie de leur orbite. Trois satellites circulant sur la même orbite, dont un lancé en 2010, auxquels s'ajoutent un satellite en orbite géostationnaire, doivent permettre le démarrage de ce service à compter de 2018. Le gouvernement japonais a entériné en avril 2016 le projet de lancement de trois autres satellites en 2023 pour améliorer la qualité du service.

## Historique
Le projet QZSS a été lancé en 2002 dans le cadre d'un partenariat public/privé. Le projet prévoyait, outre la fonction de navigation, des services de télécommunication et de diffusion vers les terminaux mobiles. Le déploiement des réseaux terrestres utilisant la fibre optique a remis en cause le modèle économique sous-jacent et les industriels se sont désengagés du projet qui est désormais uniquement financé par le secteur public. Le système est en cours de déploiement en 2017. Un premier satellite, construit par Mitsubishi Electric et baptisé Michibiki, a été lancé le 11 septembre 2010 et a permis de valider le fonctionnement de QZSS. Le système complet, comprenant au minimum 4 satellites (dont trois opérationnels), doit être déployé d'ici 2018. Le cout de ce déploiement est estimé à 1,3 milliard €. Avec une constellation de 7 satellites le système QZSS pourrait fournir un signal plus précis mais il en coute environ 2 Mds€ et cette dépense était difficilement envisageable dans le contexte économique déprimé que connait le Japon au début des années 2010. Il est prévu de déployer 3 autres satellites après 2023 pour assurer une meilleure couverture.

## Principe de fonctionnement
Trois des quatre satellites prévus pour le démarrage à la mise en service planifiée en 2018 circulent sur la même orbite en maintenant une distance identique (120°) entre eux. Cette orbite est géosynchrone avec une inclinaison orbitale d'environ 40° (correspond au nord  de la latitude des grandes agglomérations japonaises). L'apogée située dans l'hémisphère nord est nettement plus élevée que le périgée (40 000 km contre 32 000 km). Le choix de cette orbite permet aux trois satellites de survoler en permanence les mêmes régions avec une trace au sol dessinant un huit dont la partie nord est située au-dessus du Japon et de passer plus de temps au-dessus de cette partie que dans la boucle qui survole l'Australie (13 heures dans l'hémisphère nord contre 11 heures dans l'hémisphère sud). Vu de Tokyo, un satellite est visible durant 8 heures à 70° au-dessus de l'horizon, 12 heures entre 50 et 70° puis 16 heures avec une élévation comprise entre 20 et 50°. Un quatrième satellite placé en orbite géostationnaire sera visible avec une élévation intermédiaire mais constante. Dans les canyons urbains des grandes villes urbaines du Japon ou les régions montagneuses qui représentent 50 % de la surface du pays, le système doit garantir qu'il y a toujours un satellite suffisamment haut au-dessus de l'horizon pour être dans la ligne de visée du terminal utilisateur malgré les obstacles qui entourent celui-ci. Ce ou ces satellites émettant un signal identique à celui du GPS  et viennent ainsi compléter la couverture assurée par ces derniers car compte tenu de l'orbite des satellites GPS seuls 2 ou 3 d'entre eux sont visibles au-dessus de 60° d'élévation à un instant donné alors qu'il en faut au moins 4 pour obtenir une position fiable avec la précision habituelle de ce système de positionnement.

### Signaux émis
Les satellites QZS transmettent six signaux dans quatre bandes de fréquence dont cinq peuvent être reçus par les récepteurs utilisant le système GPS. :
- L1-C/A (1575,42 MHz) : signal émis depuis l'origine par le système GPS
- L1C (1575,42 MHz) : signal GPS qui combiné avec L2C permet notamment de corriger les erreurs ionosphériques
- L2C (1227,6 MHz) : signal GPS qui combiné avec L1C permet notamment  de corriger les erreurs ionosphériques
- L5 (1176,45 MHz) : signal GPS réservé au service de sécurité de l’aéronautique
- L1-SAIF (1575,42 MHz) : signal GPS augmentation performance
- L6 (1278,75 MHz) : signal spécifique au système QZSS

## Segment spatial
Le premier satellite QZS-1 destiné à valider le système et d'une masse de 4,1 tonnes a utilisé une plate-forme dérivée de l'ETS-8. Les autres satellites reposent sur la plate-forme DS-2000 développée par Mitsubishi Electric et utilisée notamment par les satellites météorologiques géostationnaires Himawari et certains satellites de télécommunications. Ils sont constitués de deux structures cubiques superposées formant un ensemble dont les dimensions sont 2,9 × 3,1 × 6,9 m. Une fois déployés les panneaux solaires portent l'envergure à 25,3 mètres.
La masse au lancement des satellites géosynchrones QZS-2 et QZS-4 est de 4 tonnes, qui se décomposent en 1 180 kg pour la plateforme, 2 450 kg pour les ergols et 370 kg pour la charge utile. Le satellite QZS-3 a besoin de plus d'ergols pour se placer en orbite géostationnaire. Sa masse est de 4,69 tonnes, dont 1 215 kg pour la plateforme, 3 000 kg pour les ergols et 475 kg pour la charge utile. La durée de vie est de 15 ans,,.

### Charge utile
La charge utile des satellites QZS est constituée par une paire d'horloges atomiques au rubidium (Rubidium Atomic Frequency Standard ou RAFS), le système de transmission en bande L (L-band Transmission Subsystem ou LTS), le système de transfert de temps (Time Transfer System ou TTS) et un rétroreflecteur laser utilisé par des stations au sol équipées d'émetteur laser pour déterminer la position précise du satellite.

## Segment sol
Les installations au sol du système QZSS comprennent une station de contrôle située à Tsukuba à 60 km au nord de Tokyo et 9 stations de suivi implantées au Japon ainsi que dans d'autres pays notamment pour les plus éloignées à Bangalore en Inde, Hawaï et Canberra en Australie.

## Lancements effectués et planifiés
Le système QZSS comprenant 4 satellites doit être entièrement déployé en 2018. Les satellites sont placés sur orbite par le lanceur japonais H-IIA.
| Désignation          | Date de lancement | Lanceur   | Orbite                          | Identifiant COSPAR | Commentaire                                  |
| -------------------- | ----------------- | --------- | ------------------------------- | ------------------ | -------------------------------------------- |
| QZS-1 (Michibiki-1)  | 11 septembre 2010 | H-IIA-202 | 32 618 × 38 950 km, 41°         | 2010-045A          | Orbite géosynchrone Qualification du système |
| QZS-2                | 1er juin 2017     | H-IIA-202 | 32 618 × 38 950 km, 41°         | 2017-028A          |                                              |
| QZS-3                | 19 aout 2017      | H-IIA-204 | Orbite géostationnaire          | 2017-048A          |                                              |
| QZS-4                | 9 octobre 2017    | H-IIA-202 | 35 889 × 36 070 km, 40.4°       | 2017-062A          |                                              |
| QZS-6                | 2 février 2025    | H3        | Orbite géostationnaire, 90.5° E |                    |                                              |
| Lancements planifiés |                   |           |                                 |                    |                                              |
| QZS-5                | > 2023            | H3        | Orbite géosynchrone             |                    |                                              |
| QZS-7                | > 2023            | H3        | Orbite géosynchrone             |                    |                                              |